# Арнальдо Отегі
Арнальдо Отегі (нар. 6 липня 1958, Елгойбар) — баскський громадський та політичний діяч, член ЕТА, один із речників партії Батасуна.

## Початок бойової діяльності
У 1977 році Отегі втік до Франції після участі у ряді терористичних актів, проведених в Країні Басків: вибуху бензоколонки в його рідному місті, напади на військовий уряд Сан-Себастьяна, озброєні напади на автомобілі з метою їх експропріації, звільнення члена ЕТА, що знаходиться під поліційним наглядом в лікарні, грабунки і т. д. У 1987 році Отегі був переданий французькою поліцією іспанському правосуддю. Він проходив у справі про викрадання двох колишніх депутатів від партії UCD (прародителька Народної партії) і спробі вбивства одного з них, але був виправданий через відсутність доказів. У іншій справі, за участь у викраданні підприємця Луіса де Абайтуа в 1989 році, Отеги був засуджений до шести років тюремного ув'язнення. Відбувши половину терміну покарання, в 1990 році вийшов на свободу.

## Політична кар'єра
На баскських автономних виборах 1994 року Отегі був сьомим в списку Еррі Батасуна (НВ) в Гипуськоа, але ця партія набрала виборчих голосів тільки на шість депутатів. Проте, через рік він все ж таки став депутатом баскського парламенту, зайнявши місце засудженою за співпрацю з ЕТА Бегоньі Аррондо — товариша по партії. Отримавши депутатський мандат, Отегі поклав на своє місце в залі засідань п'ять гвоздик на згадку про роковини розстрілу двох членів ЕТА і трьох членів FRAP (Frente Revolucionario Antifascista у Patriotico) і покинув будівлю парламенту.
В 1997 році вся верхівка НВ була засуджена на сім років в'язниці за розповсюдження пропагандистського відеоролика з ЕТА в ході передвиборної кампанії. На Отегі арешт не розповсюджувався, внаслідок чого він опинився на передових позиціях у своїй партії. На виборах 1998 року НВ отримала 14 місць в парламенті Країни Басків. 18 травня 1999 року Отегі підписав пакт про трьохпартійний уряд з PNV і EA, який був розірваний 22 лютого 2000 року після вбивства лідера баскських соціалістів Фернандо Буєса. 10 днями раніше Отеги був переобраний прес-секретарем НВ. На виборах 2001 року НВ втратила половину своїх депутатів, що привело до переорганізації партії і народження нової «Батасуни», в якій Отеги зберіг провідне положення.

## Суд
В березні 2004 року він був засуджений до п'ятнадцяти місяців тюремного висновку за заклики до тероризму під час поминання члена ЕТА Олайї Кастресана, загиблою під час приготування вибухового пристрою. В той самий час на нього було відкрито іншу кримінальну справу: за образу короля Хуана Карлоса. У 2003 році Отегі під час прес-конференції, в ході якої він давав оцінку візиту короля Іспанії в Країну Басків, фактично назвав Хуана Карлоса очільником катів, сказавши: «Він — головнокомандувач іспанської армії, тобто є відповідальним за катів, покриває їх і нав'язує свій монархічний режим нашому народу через тортури і насильство». За ці слова в листопаді 2005 року Отеги був засуджений Верховним судом Іспанії до одного року і трьох місяців тюремного ув'язнення. Проте відбувати цей термін йому не довелося.

## Політичні погляди
Отегі одружений, у нього двоє дітей. Він має диплом про вищу освіту за фахом «філософія». Отегі неодноразово заявляв про свою прихильність президентові Венесуели Уго Чавесу і його «революції». Він преклоняється також перед Симоном Боліваром, борцем проти іспанського панування в Латинській Америці, що мав баскське коріння. Отегі — завзятий уболівальник футбольної команди «Реал Сосьєдад» з Сан-Себастьяна.